# ريجي كارتر
ريجي كارتر (بالإنجليزية: Reggie Carter)‏ مواليد 10 أكتوبر 1957 في نيويورك - الوفاة 24 ديسمبر 1999، كان لاعب كرة سلة أمريكي. بدأ مسيرته الاحترافية في سنة 1980. تم اختياره من قبل فريق نيويورك نيكس خلال الدرافت. حمل الرقم 35. بلغ طوله 6 قدم 3 بوصة (1.9 م). اعتزل اللعب في 1982.

## روابط خارجية
- ريجي كارتر على موقع إن بي أي (الإنجليزية)
- ريجي كارتر على موقع سبورتس رفرنس (الإنجليزية)
- ريجي كارتر على موقع كلية كرة السلة في سبورتس رفرنس.كوم (الإنجليزية)
- ريجي كارتر على موقع ريلجم (الإنجليزية)
- ريجي كارتر على موقع بروبوليرز (الإنجليزية)